# Si ricomincia
Si ricomincia è il terzo album della cantante italiana Gilda Giuliani, pubblicato dall'etichetta discografica Ariston nel 1974.
Dei 12 brani, ben 7 sono cover di brani originariamente incisi in lingue diverse dall'italiano, precisamente 4 in inglese e 3 in francese.
Dal disco viene tratto il singolo Si ricomincia/Doccia fredda.

## Tracce

### Lato A
1. Si ricomincia (On oublie tout, on recommence)
2. È questione di pelle
3. Lui tornerà stasera (Let's Put All Together)
4. Doccia fredda
5. La trappola
6. La favola di un giorno di libertà (Rainbow Man)

### Lato B
1. Quando verrà (Comme un soleil)
2. Facciamoci coraggio (The Baptism of Jesse Taylor)
3. L'amore non è una melodia (L'amour n'est pas une chanson)
4. Geronimo in Cadillac (Geronimo's Cadillac)
5. Aiutami
6. Tempo di solitudine